# Kuniów (Ukraina)
Kuniów (ukr. Кунів) – wieś na Ukrainie w rejonie zasławskim obwodu chmielnickiego.
Miasto wraz z folwarkiem wchodziło w skład dóbr wołyńskich księżnej Anny Jabłonowskiej.
Miejscowość była siedzibą gminy Kuniów.
W Kuniowie znajduje się murowany kościół rzymskokatolicki z 1832 r. pw. Wniebowzięcia Najświętszej Maryi Panny i św. Michała.